# Dartford-Kabeltunnel
Der Dartford-Kabeltunnel ist ein Tunnel unter der Themse zwischen dem Kraftwerk Littlebrook in Dartford und Thurrock. Der 2,4 Kilometer lange Tunnel mit einem Durchmesser von drei Metern wurde zwischen 2003 und 2004 errichtet, um eine 400-kV-Stromleitung von National Grid unter dem Fluss hindurch zu führen. Jede Phase der Leitung besteht aus einem VPE-isolierten Hochspannungskabel  mit 150 mm Durchmesser. Die Leitung ersetzt eine am Ende der Nutzungsdauer angelangte ölisolierte 275-kV-Leitung, welche im Dartford-Straßentunnel unter der Fahrbahn angelegt war, und verstärkt die Stromversorgung. Die Installation wurde von ABB vorgenommen. Der Tunnel ist begehbar, aber nicht öffentlich zugänglich.